# Camelopardalis OB1
Camelopardalis OB1 – asocjacja gwiazdowa Drogi Mlecznej znajdująca się w gwiazdozbiorze Żyrafy, położona w odległości 3000 lat świetlnych. Powstała około 10 milionów lat temu.